# Venstre (Dania)

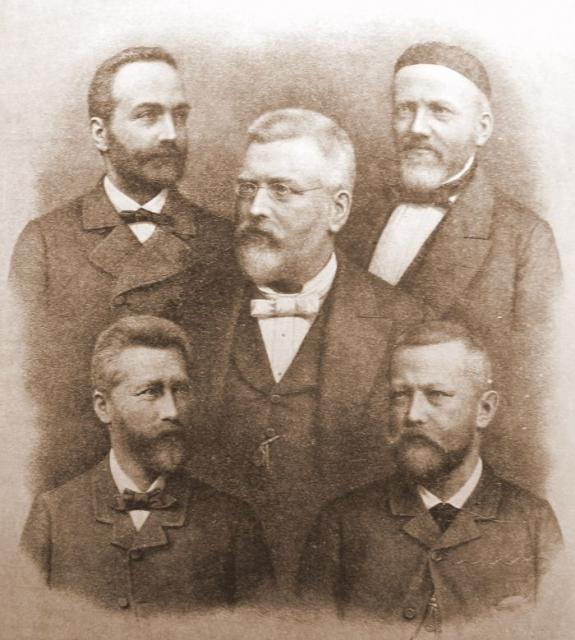
Historyczni liderzy Venstre

Lewica (duń. Venstre) – duńska partia polityczna o profilu liberalnym, działająca od 1870. Ugrupowanie należy do Partii Porozumienia Liberałów i Demokratów na rzecz Europy. Na listach wyborczych (partibogstav) oznaczana literą V.

## Historia
Pełna nazwa partii brzmi Lewica, Liberalna Partia Danii (duń. Venstre, Danmarks Liberale Parti), tradycyjnie i oficjalnie skracana jest jednak do Venstre. Odnosi się ona do tradycyjnego podziału na lewicę i prawicę (duń. Højre), na bazie której powstała Konserwatywna Partia Ludowa. Określenie to odnosi się do nurtu liberalnego, nie zaś do lewicy jako takiej (socjalistycznej, etc.), którą nazywa się mianem venstrefløj.
Partia powstała w 1870 jako Det Forenede Venstre (zjednoczona lewica) w wyniku połączenia trzech frakcji parlamentarnych. Od 1895 była znana jako Venstrereformpartiet (lewicowa partia reform). W 1910 doszło do reorganizacji i przyjęcia nazwy Venstre.
Ugrupowanie pierwotnie reprezentowało interesy rolników i handlowców, stopniowo rozszerzała swój potencjalny elektorat. W latach 60. partia przesuwała się w kierunku klasycznego liberalizmu. Począwszy od 1901 wielokrotnie tworzyła samodzielnie gabinety lub wchodziła w skład koalicji rządowych, z reguły z konserwatystami. Od czasu objęcia stanowiska premiera przez Andersa Fogh Rasmussena ugrupowanie ewoluuje w kierunku modernistycznej centroprawicy.
W wyborach do Folketingetu po 1945 liberałowie uzyskiwali do 1964 poparcie na poziomie od 20 do 28%. Później, do 1990 włącznie, pułap 20% przekroczyli tylko jednokrotnie w 1975. Najsłabszy wynik (10,5%) osiągnęli w 1987, kiedy to jedyny raz w powojennej historii reprezentacja w parlamencie spadła poniżej 20 mandatów. Od 1994 ugrupowanie notowało wyniki wyborcze na poziomie nie mniejszym niż 23%. Po zwycięstwie w wyborach w 2001 partia wprowadziła więcej deputowanych niż posiadający od około 80 lat najliczniejszy klub poselski socjaldemokraci. Liberałowie współrządzili jako główne ugrupowanie rządzące do 2011, po kolejnych wyborach mimo zwycięstwa znaleźli się w opozycji. W 2015 Venstre otrzymało poniżej 20% poparcia, tracąc kilkanaście mandatów. Ugrupowanie powróciło jednak do władzy, tworząc monopartyjny mniejszościowy gabinet, zaś w 2016 współtworzyło rząd koalicyjny z konserwatystami i Sojuszem Liberalnym. W 2019 liberałowie ponownie znaleźli się w opozycji. W 2022 ugrupowanie zajęło drugie miejsce z wynikiem 13% głosów. Partia porozumiała się wówczas z Socialdemokraterne i nową formacją Moderaterne, współtworząc w tymże roku nowy gabinet, na czele którego stanęła Mette Frederiksen, dotychczasowa premier i liderka socjaldemokratów.

## Liderzy od lat 40.
- 1941–1949: Knud Kristensen
- 1949–1950: Edvard Sørensen
- 1950–1965: Erik Eriksen
- 1965–1977: Poul Hartling
- 1977–1984: Henning Christophersen
- 1984–1998: Uffe Ellemann-Jensen
- 1998–2009: Anders Fogh Rasmussen
- 2009–2019: Lars Løkke Rasmussen[6]
- 2019–2023: Jakob Ellemann-Jensen[7]
- od 2023: Troels Lund Poulsen[8]

## Premierzy należący do Venstre
- 1901–1905: Johan Henrik Deuntzer
- 1905–1908: Jens Christian Christensen
- 1908–1909: Niels Neergaard
- 1909–1909: Ludvig Holstein-Ledreborg
- 1910–1913: Klaus Berntsen
- 1920–1924: Niels Neergaard
- 1926–1929: Thomas Madsen-Mygdal
- 1945–1947: Knud Kristensen
- 1950–1953: Erik Eriksen
- 1973–1975: Poul Hartling
- 2001–2009: Anders Fogh Rasmussen
- 2009–2011: Lars Løkke Rasmussen
- 2015–2019: Lars Løkke Rasmussen